# Филип Джуричич
Филип Джуричич (серб. Filip Đuričić (Филип Ђуричић); нар. 30 січня 1992, Обреновац) — сербський футболіст, півзахисник грецького «Панатінаїкоса» та національної збірної Сербії.

## Клубна кар'єра
Народився 30 січня 1992 року в місті Обреновац. Вихованець юнацьких команд футбольних клубів «Црвена Звезда» та «Олімпіакос».
У дорослому футболі дебютував 2008 року виступами за команду клубу «Раднички» (Обреновац), в якій провів один сезон, взявши участь у 15 матчах чемпіонату.
До складу клубу «Геренвен» приєднався 2010 року. За чотири сезони встиг відіграти за команду з Геренвена 99 матчів в національному чемпіонаті.
Влітку 2013 року Джуричич перейшов в лісабонську «Бенфіку» за 8 мільйонів євро. За підсумками сезону 2013/14 Филип з новою командою став чемпіоном країни, а також володарем кубка Португалії та кубка ліги, проте основним гравцем так і не став.
23 липня 2014 року Джуричич відправився в оренду строком на один рік в «Майнц 05», але вже в лютому 2015 року Филип перебрався в англійський «Саутгемптон» теж на правах оренди, де і дограв сезон.
Повернувшись до «Бенфіки» провів за півроку лише одну гру за основну команду у чемпіонаті, після чого у січні 2016 року був знову відданий в оренду, цього разу до бельгійського «Андерлехту».
Влітку того ж 2016 року перебрався до Італії, де грав за «Сампдорію» та в оренді за «Беневенто», після чого 2018 року перейшов до «Сассуоло», де нарешті став гравцем основного складу. 1 серпня 2022 року повернувся до «Сампдорії», уклавши з нею дворічний контракт.

## Виступи за збірні
У 2007 році дебютував у складі юнацької збірної Сербії.
З 2010 року залучався до складу молодіжної збірної Сербії. На молодіжному рівні зіграв у 20 офіційних матчах, забив 4 голи.
У 2012 році почав викликатися до лав національної збірної.
| Дата       | Місто         | Господарі          | Результат  | Гості      | Турнір                               | Голи | Примітки  |
| ---------- | ------------- | ------------------ | ---------- | ---------- | ------------------------------------ | ---- | --------- |
| 29-2-2012  | Нікосія       | Кіпр               | 0 – 0      | Сербія     | товариський матч                     | -    | 87'       |
| 26-5-2012  | Санкт-Галлен  | Іспанія            | 2 – 0      | Сербія     | товариський матч                     | -    | 64'       |
| 15-8-2012  | Белград       | Сербія             | 0 – 0      | Ірландія   | товариський матч                     | -    | 63'       |
| 8-9-2012   | Глазго        | Шотландія          | 0 – 0      | Сербія     | Відбір до ЧС 2014                    | -    | 83'       |
| 11-9-2012  | Новий Сад     | Сербія             | 6 – 1      | Уельс      | Відбір до ЧС 2014                    | 1    | 81'       |
| 12-10-2012 | Белград       | Сербія             | 0 – 3      | Бельгія    | Відбір до ЧС 2014                    | -    | 56'       |
| 16-10-2012 | Скоп'є        | Північна Македонія | 1 – 0      | Сербія     | Відбір до ЧС 2014                    | -    | 61'       |
| 14-11-2012 | Санкт-Галлен  | Чилі               | 1 – 3      | Сербія     | товариський матч                     | 1    | 60'       |
| 6-2-2013   | Нікосія       | Кіпр               | 1 – 3      | Сербія     | товариський матч                     | -    |           |
| 22-3-2013  | Загреб        | Хорватія           | 2 – 0      | Сербія     | Відбір до ЧС 2014                    | -    |           |
| 26-3-2013  | Новий Сад     | Сербія             | 2 – 0      | Шотландія  | Відбір до ЧС 2014                    | 2    |           |
| 14-8-2013  | Барселона     | Колумбія           | 1 – 0      | Сербія     | товариський матч                     | -    | 61'       |
| 6-9-2013   | Новий Сад     | Сербія             | 1 – 1      | Хорватія   | Відбір до ЧС 2014                    | -    | 57'       |
| 10-9-2013  | Кардіфф       | Уельс              | 0 – 3      | Сербія     | Відбір до ЧС 2014                    | -    |           |
| 15-11-2013 | Дубай         | Росія              | 1 – 1      | Сербія     | товариський матч                     | -    | 73'       |
| 7-9-2014   | Белград       | Сербія             | 1 – 1      | Франція    | товариський матч                     | -    | 60'       |
| 14-10-2014 | Белград       | Сербія             | 0 – 3      | Албанія    | Відбір до ЧЄ 2016                    | -    | 41'       |
| 14-11-2014 | Белград       | Сербія             | 1 – 3      | Данія      | Відбір до ЧЄ 2016                    | -    | 45'       |
| 18-11-2014 | Ханья         | Греція             | 0 – 2      | Сербія     | товариський матч                     | -    | 66'       |
| 29-3-2015  | Лісабон       | Португалія         | 2 – 1      | Сербія     | Відбір до ЧЄ 2016                    | -    | 65'       |
| 7-6-2015   | Санкт-Пельтен | Азербайджан        | 1 – 4      | Сербія     | товариський матч                     | -    | 56'       |
| 13-6-2015  | Копенгаген    | Данія              | 2 – 0      | Сербія     | Відбір до ЧЄ 2016                    | -    | 81'       |
| 23-3-2016  | Познань       | Польща             | 1 – 0      | Сербія     | товариський матч                     | -    | 56'       |
| 29-3-2016  | Таллінн       | Естонія            | 0 – 1      | Сербія     | товариський матч                     | -    | 75'       |
| 14-11-2019 | Белград       | Сербія             | 3 – 2      | Люксембург | Відбір до ЧЄ 2020                    | -    | 79'       |
| 3-9-2020   | Москва        | Росія              | 3 – 1      | Сербія     | Ліга націй УЄФА 2020-2021 - 1-й етап | -    | 65'       |
| 6-9-2020   | Белград       | Сербія             | 0 – 0      | Туреччина  | Ліга націй УЄФА 2020-2021 - 1-й етап | -    | 87'       |
| 8-10-2020  | Осло          | Норвегія           | 1 – 2 д.ч. | Сербія     | Відбір до ЧЄ 2020                    | -    | 80'       |
| 14-10-2020 | Стамбул       | Туреччина          | 2 – 2      | Сербія     | Ліга націй УЄФА 2020-2021 - 1-й етап | -    | 75'       |
| 24-3-2021  | Белград       | Сербія             | 3 – 2      | Ірландія   | Відбір до ЧС 2022                    | -    | 63'       |
| 27-3-2021  | Белград       | Сербія             | 2 – 2      | Португалія | Відбір до ЧС 2022                    | -    | 81'       |
| 1-9-2021   | Дебрецен      | Катар              | 0 – 4      | Сербія     | товариський матч                     | -    |           |
| 7-9-2021   | Дублін        | Ірландія           | 1 – 1      | Сербія     | Відбір до ЧС 2022                    | -    | 25' 70'   |
| 9-10-2021  | Люксембург    | Люксембург         | 0 – 1      | Сербія     | Відбір до ЧС 2022                    | -    | 45+3' 46' |
| 9-6-2022   | Стокгольм     | Швеція             | 0 – 1      | Сербія     | Ліга націй УЄФА 2022-2023 - 1-й етап | -    | 36' 69'   |
| Усього     |               | Матчів             | 35         |            | Голів                                | 4    |           |

## Досягнення
- Чемпіон Португалії: 2013/14
- Володар Кубка Португалії: 2013/14
- Володар Кубка португальської ліги: 2013/14